# Astegopteryx formosana
Astegopteryx formosana är en insektsart som först beskrevs av Takahashi, R. 1924.  Astegopteryx formosana ingår i släktet Astegopteryx och familjen långrörsbladlöss. Inga underarter finns listade i Catalogue of Life.